# Distretto di Dong Charoen
Il distretto di Dong Charoen (in thailandese: ดงเจริญ) è un distretto (amphoe) della Thailandia, situato nella provincia di Phichit.